# ピーター・メイヒュー
ピーター・メイヒュー（英語: Peter Mayhew, 1944年5月19日 - 2019年4月30日）は、イギリス出身の俳優、病院職員。

## 概要
イングランドのサリー州（ロンドン市内リッチモンド・アポン・テムズ区）バーンズ出身。
ロンドンの病院職員だったが、地元の新聞記事に載ったピーターを見たプロデューサーに誘われ、『シンドバッド虎の目大冒険』に出演した。
スター・ウォーズシリーズのチューバッカ役として有名で演じた役のほとんどがチューバッカである。ジョージ・ルーカスがチューバッカ役の役者を探していた際、2メートル20センチという長身が決め手となり、1回会っただけで起用が決定した。
2005年10月17日にアメリカに帰化している。
2014年4月9日、2015年12月に公開されたスター・ウォーズシリーズ本編7作目の『スター・ウォーズ/フォースの覚醒』にチューバッカ役で出演した。次作『スター・ウォーズ/最後のジェダイ』からは年齢の問題もあり、『フォースの覚醒』の一部シーンで代役を務めたヨーナス・スオタモに完全交代した。
2017年12月9日（UTC-8) に行われた『フォースの覚醒』ワールドプレミアでは車椅子に乗って参加した。
2019年4月30日、アメリカ合衆国テキサス州の自宅にて亡くなったことが明らかにされた。74歳没。死因は不明。

## 主な出演作品

### 映画
| 公開年 | タイトル                                    | 役名         | 備考           |
| ------ | ------------------------------------------- | ------------ | -------------- |
| 1977   | シンドバッド虎の目大冒険                    | Minoton      | ノンクレジット |
| 1977   | スター・ウォーズ エピソード4/新たなる希望   | チューバッカ |                |
| 1978   | Terror                                      | The Mechanic |                |
| 1980   | スター・ウォーズ エピソード5/帝国の逆襲     | チューバッカ |                |
| 1982   | Return of the Ewok                          | チューバッカ |                |
| 1983   | スター・ウォーズ エピソード6/ジェダイの帰還 | チューバッカ |                |
| 1987   | スター・ツアーズ                            | チューバッカ |                |
| 2004   | Comic Book: The Movie                       | 本人役       |                |
| 2005   | スター・ウォーズ エピソード3/シスの復讐     | チューバッカ |                |
| 2008   | Yesterday Was a Lie                         | Dead Man     |                |
| 2015   | スター・ウォーズ/フォースの覚醒             | チューバッカ |                |

### テレビ
| 公開年 | タイトル                          | 役名            | 備考                              |
| ------ | --------------------------------- | --------------- | --------------------------------- |
| 1977   | Donny & Marie                     | チューバッカ    | Episode # 3.1                     |
| 1978   | Star Wars Holiday Special         | チューバッカ    | TV Special                        |
| 1980   | マペット・ショー                  | チューバッカ    | 1 episode, The Stars of Star Wars |
| 1981   | Dark Towers                       | The Tall Knight |                                   |
| 1985   | The Kenny Everett Television Show | Various         | 1 episode                         |
| 2011   | glee/グリー                       | チューバッカ    | 1 episode                         |